# Дружковское
Дружко́вское (укр. Дружківське; до 2016 г. Червонозоряное) — село в Дружковской городской общине Краматорского района Донецкой области Украины.

## Общие сведения
Население по переписи 2001 года составляет 538 человек. Почтовый индекс — 84200. Телефонный код — 6267.

## Местная власть
84205, Донецкая область, Краматорский район, г. Дружковка, ул. Соборная, 16.